# 160

160(백육십)은 159보다 크고 161보다 작은 자연수다.

## 수학
- 합성수로, 그 약수는 총 12개다. (1, 2, 4, 5, 8, 10, 16, 20, 32, 40, 80, 160)
  - 160의 진약수의 합은 218이므로, 160은 과잉수다.
- 31 이하의 모든 소수(素數)의 합이다.[a]
- {\displaystyle 160=4^{2}+12^{2}}
  - 서로 다른 두 자연수의 제곱합으로 나타낼 수 있는 수다.
- {\displaystyle 160=2^{3}+3^{3}+5^{3}}
  - 연속하는 세 소수(素數)의 제곱합으로 나타낼 수 있는 가장 작은 수다. 이 성질을 지닌 다음 수는 495다.
- {\displaystyle 31^{2}-1}은 160으로 나누어떨어진다.

## 과학
- NGC 160: 안드로메다자리 방향에 있는 렌즈형은하.

## 교통

### 철도
- 수도권 전철 1호선 동인천역의 역번호.

### 도로
- 일본 160번 국도: 이시카와현 나나오시에서 도야마현 다카오카시까지 이어지는 일본의 국도.
- 현도 제160호선(일본어판)

## 군사
- U-160: 독일의 군용 잠수함. 제1차 세계 대전에 사용된 1918년제 모델(영어판)과 제2차 세계 대전에 사용된 1941년제 모델(영어판)이 있다.

## 문화유산
- 대한민국의 국보 제160호: 무령왕비 은팔찌
- 대한민국의 보물 제160호: 유성룡 종가 문적
- 대한민국의 사적 제160호: 서울 살곶이 다리[b]

## 방송
- 지니 TV의 OUN 방송대학TV 채널 번호.
- B tv의 미국 국제 방송인 CNN 인터내셔널 채널 번호.
- U+ TV의 붐TV 채널 번호.
- LG헬로비전의 대교 뉴이프 플러스 채널 번호.
- B tv 케이블의 유로무비 채널 번호.

## 작품
- 〈160〉: 은지원의 곡. 이수근이 피처링하기도 했다.

## 기타
- 연도: 160년, 기원전 160년
- 160년대
- 한국십진분류법에서 서양 철학에 관한 책들이 분류되는 번호.
- 희극인 이수근, 김병만의 키가 160cm로 알려져 있다. 그래서 개그콘서트의 키컸으면에서는 어미에 160을 붙였다.